# جون وليامز (نبال)
جون وليامز (بالإنجليزية: John Williams)‏ هو نبال أمريكي، ولد في 12 سبتمبر 1953 في إيري في الولايات المتحدة.

## وصلات خارجية
- جون وليامز على موقع أوليمبيديا (الإنجليزية)